# Pamisos (rzeka)
Pamisos (gr. Πάμισος) – rzeka w Grecji o długości 48 km. Jest to największy ciek wodny w Mesenii, czyli półwyspie na południowej części Peloponezu. Spływa z zachodnich stoków pasma Tajget. Leżą nad nią gminy: Arfara, Itomi, Andrusa, Aris, Mesini, Turia i Kalamata. Uchodzi ona do Zatoki Meseńskiej na zachód od Kalamata i na wschód od Mesini. Pamisos jest również nazwą boga pływów, którego czczono nad rzeką.